# 曼谷危情
《曼谷危情》，為2021年9月23日播出，由蘇格拉瓦·卡那諾及李海娜领衔主演的网络剧。此剧是继《禁忌女孩》后，Netflix推出的第二部泰国原创影集。此外，此剧也是Netflix第一部以HDR格式拍摄的泰剧。

## 演员阵容
註：括號內的演員姓名為小名，演员名称整理自：

### 主要演员
- 蘇格拉瓦·卡那諾（Weir） 饰演 湾仔（Wanchai）
- 李海娜（Aom） 饰演 卡特（Kat）

### 其他演员
- 柏華力·莫高彼斯徹（Bank） 饰演 Somsak
- 沙哈加·布譚那基 饰演 Pratheep
- 蘇提篷斯·納披塔古
- 巴薩沃恩·巴隆基拉提
- 瓦拉塔雅·翁差亞朋（英语：Waratthaya Wongchayaporn）（Mind）饰演 缇达（Thida）
- 阿丽莎拉·翁差丽（Fresh）饰演 Bua
- 杰蒂亚·奈瓦特塔纳婫（Jane）饰演 Pipo
- 皮茶彤·珊提纳彤婫（Noon）饰演 Gift
- Supranee Jayrinpon（Kai）饰演 Pen
- 萨尼·乌托玛（Sawanee Utoomma） 饰演 Wanchai母亲
- Chalermpol Malakham 饰演 Wanchai父亲

### 特别出演
- 達維里特·丘拉薩皮亞（Pae）饰演 Jo，Wanchai的哥哥。